# Andronikos III. (Trapezunt)
Andronikos III. Komnenos (* um 1310; † 1332) war von 1330 bis 1332 Kaiser und Großkomnene von Trapezunt. 

## Leben
Andronikos wurde als ältester von vier Söhnen des trapezuntischen Kaisers Alexios II. und seiner Gattin, der iberischen Edelfrau Djiadjak, geboren.
Als sein Vater 1330 starb, bestieg Andronikos den Thron von Trapezunt. Unmittelbar nach seiner Herrschaftsübernahme wandte er sich gegen seine noch lebenden männlichen Verwandten aus der Familie der Komnenen, in denen er wahrscheinlich mögliche Rivalen sah. Während er zwei seiner drei jüngeren Brüder, Michael und Georg, noch 1330 ermorden ließ, gelang dem dritten Bruder, dem späteren Kaiser Basileios, die Flucht nach Konstantinopel. Auch sein Onkel Michael, der später gleichfalls den Thron von Trapezunt bestieg, entzog sich den Nachstellungen des Andronikos, indem er ebenfalls dorthin ins Exil ging.
Andronikos starb bereits im Jahre 1332. Auf den Thron folgte ihm sein zu diesem Zeitpunkt erst achtjähriger Sohn Manuel II., der sich gegen seine ins Exil geflohenen Verwandten allerdings nicht lange an der Macht halten konnte.
Die Gewaltherrschaft des Andronikos erschütterte die Bevölkerung Trapezunts und spaltete sie in mehrere Fraktionen. Sie markiert den Beginn einer Periode der Instabilität, die nach langwährenden internen Wirren und Bürgerkriegen erst im Jahre 1349 mit der Thronbesteigung Alexios’ III. ihr Ende fand.